# Нижнее Гирюнино
Нижнее Гирюнино — село в Балейском районе Забайкальского края России. Административный центр сельского поселения «Нижнегирюнинское».

## География
Село находится в южной части района, на левом берегу реки Талангуй, на расстоянии примерно 47 км (по прямой) к юго-востоку от города Балей, административного центра района. 
Климат
Климат характеризуется как резко континентальный с продолжительной холодной малоснежной зимой. Абсолютный минимум температуры воздуха самого холодного месяца (января) составляет −45,5 °C; абсолютный максимум самого тёплого месяца (июля) — 39,2 °C. Среднегодовое количество атмосферных осадков составляет 308,3 мм.
Часовой пояс
Село Нижнее Гирюнино находится в часовой зоне МСК+6. Смещение применяемого времени относительно UTC составляет +9:00.

## Население
| 1989 | 2002 | 2010 | 2021 |
| ---- | ---- | ---- | ---- |
| 238  | ↗248 | ↘194 | ↘157 |

Национальный состав
Согласно результатам переписи 2002 года, в национальной структуре населения русские составляли 99 % из 248 чел.

## Инфраструктура
В селе функционируют начальная школа, детский сад, фельдшерско-акушерский пункт, дом культуры и библиотека.